# RMS Queen Elizabeth 2
El RMS Queen Elizabeth 2, también conocido simplemente como QE2, es un transatlántico operado por Cunard Line entre 1969 y 2008. Desde de su retirada del servicio, es propiedad de Nakheel (una división de Dubai World). 
Fue diseñado para ocupar la ruta transoceánica entre Southampton (Reino Unido) y Nueva York (Estados Unidos). Fue bautizado en honor de su predecesor, el RMS Queen Elizabeth de 1940, y se convirtió en el buque insignia de la compañía desde su introducción en 1969 hasta que, en 2004, fue sucedido por el RMS Queen Mary 2.
Fue construido en los astilleros de John Brown and Company, en Clydebank, Escocia; y era considerado como el último de los grandes transatlánticos, hasta que la construcción del Queen Mary 2 fue anunciada. Además, hasta que se instaló una planta diésel eléctrica a bordo, entre los años 1986 y 1987, constituyó el último buque de pasajeros con motores de vapor en cruzar el Atlántico en un servicio regular. Durante casi 40 años de servicio, el QE2 realizó viajes transatlánticos, y también recientemente cruceros saliendo de Southampton (Inglaterra).
El Queen Elizabeth 2 fue retirado del servicio activo el 27 de noviembre de 2008, estaba planeado comenzar su conversión a un hotel flotante, anclado en el Palm Jumeirah, en Dubái. Sin embargo, actualmente permanece anclado en Puerto Rashid, como hotel flotante y museo en la antigua terminal de cruceros de Dubái.

## Características

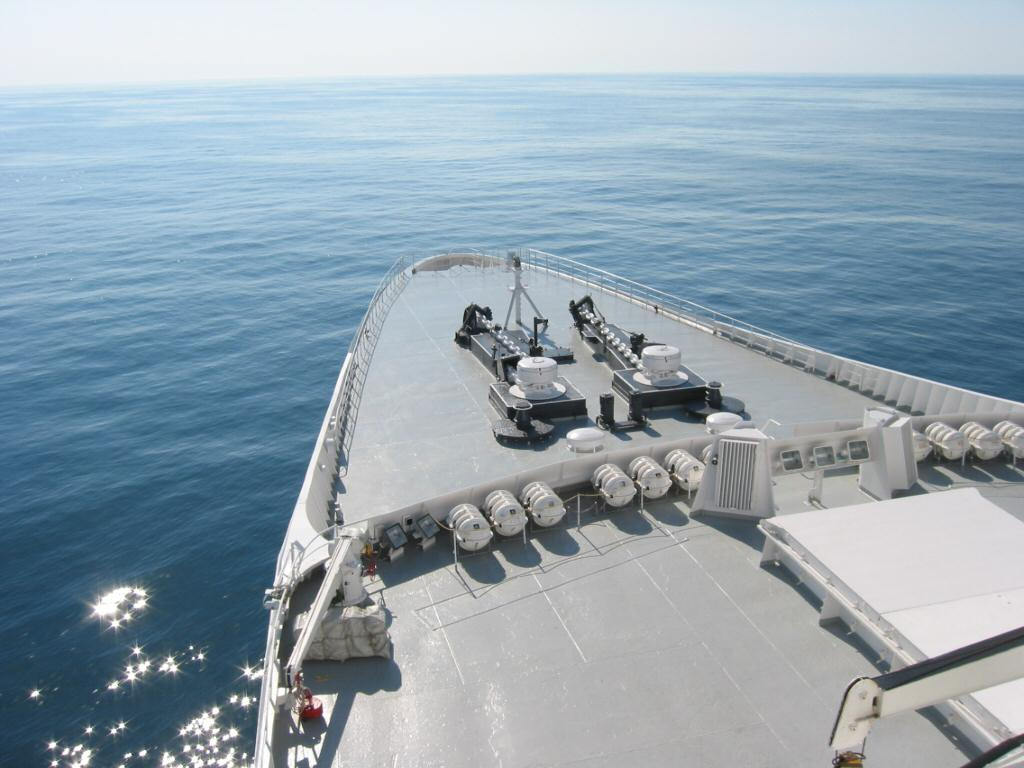
Vista de la proa del QE2, en 2005

El barco tiene un tonelaje bruto (GT) de 70.327 toneladas y 294 metros (963 pies) de largo. Alcanza una velocidad máxima de 32,5 nudos (60,2 km/h) utilizando su motor de turbina de vapor original, que se incrementó a 34 nudos (63 km/h) cuando al barco se le acondicionó un motor diésel eléctrico.

## Historia

### Concepto y construcción

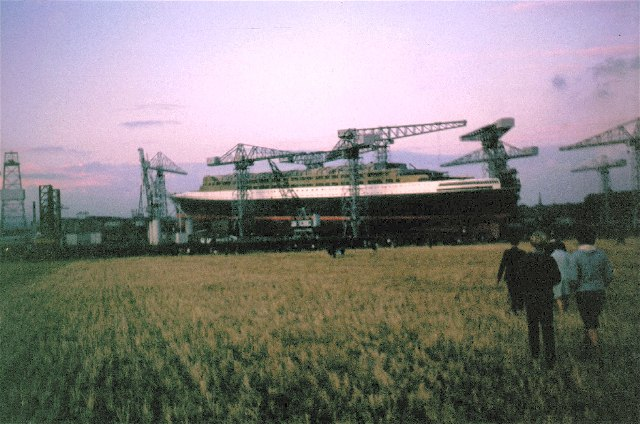
El casco del Queen Elizabeth 2, conocido entonces únicamente como "Q4", en el astillero de John Brown durante su construcción, hacia agosto de 1967

A mediados de la década de 1960 los viajes transatlánticos fueron dominados por el transporte aéreo debido a su mayor velocidad y menor costo en relación con la ruta marítima. La expansión del transporte aéreo no mostraba signos de desaceleración. Por el contrario, el Queen Elizabeth y el Queen Mary se estaban volviendo cada vez más caros de operar, y tanto interna como externamente eran reliquias de los años anteriores. Cunard no quería renunciar al servicio de pasajeros, por lo que apostó 80 millones de dólares en un transatlántico para reemplazar a los envejecidos Queens originales.
Debido al declive del comercio transatlántico, y al aumento de los costes de combustible y mano de obra, Cunard decidió que su nuevo barco tenía que ser más pequeño y más barato de operar que sus predecesores. Los requisitos de diseño de la nueva nave que se iba a construir eran que tenía que alcanzar las mismas velocidades de 28,5 nudos (52,8 km/h) que los Queens originales, consumir la mitad del combustible que los anteriores barcos y operar con un número reducido de personal en comparación con sus antecesores. El nuevo buque sería también Panamax, y reduciría siete pies su calado para que le permitiera entrar en los puertos que sus predecesores no podían. Estas eran las dos desventajas más importantes que tenían los Queens originales frente a la nueva generación de buques de pasajeros.
Originalmente diseñado con el nombre “Q4” (el diseño del buque Q3 anterior había sido abandonado debido a la caída de los ingresos de pasajeros en el Atlántico Norte), iba a ser un transatlántico de tres clases. Sin embargo, mirando al SS France, los diseños se cambiaron para hacer del Q4 un transatlántico de dos clases que pudiera ser modificado en una sola clase de cruceros, de tal modo que el buque pudiera surcar el Atlántico durante la temporada alta de verano, así como cruceros en las aguas más cálidas durante el invierno.
El Queen Elizabeth 2 fue construido por los astilleros John Brown and Company en Clytdebank, Escocia. Su quilla fue colocada el 5 de julio de 1965, como el casco número 736 en el mismo lugar que se había utilizado anteriormente para construir transatlánticos emblemáticos como el Lusitania, el Aquitania y los Queens originales. Fue botado y bautizado el 20 de septiembre de 1967 por la reina Isabel II, utilizando el mismo par de tijeras de oro que utilizaron su madre y su abuela para botar al Queen Elizabeth y al Queen Mary, respectivamente. El 19 de noviembre de 1968 dejó el astillero, y viajó por el río Clyde hasta el Fiordo de Clyde en Inchgreen, Greenock, para las pruebas finales y puesta en servicio. Sus pruebas de navegación fueron un crucero del Mar de Irlanda a Las Palmas de Gran Canaria el 22 de abril de 1969.

### Primeros años

#### Viaje inaugural

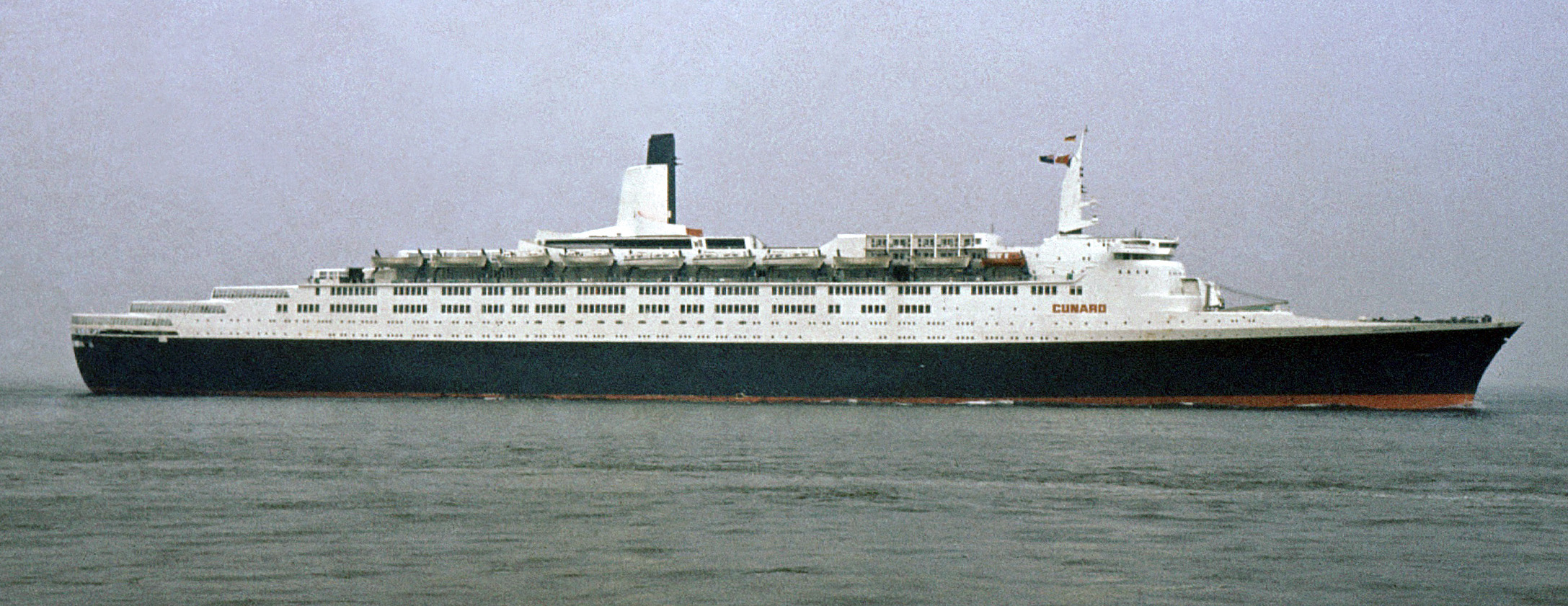
El Queen Elizabeth 2, con su chimenea original, fotografiado en Cuxhaven, en agosto de 1973

El viaje inaugural del Queen Elizabeth 2, de Southampton a Nueva York, comenzó el 2 de mayo de 1969, durando 4 días, 16 horas y 35 minutos. Sin embargo, el príncipe Carlos fue el primer pasajero "civil" a bordo del barco, en su viaje desde el astillero de Clydebank al dique seco en Greenock. En 1971, participó en el rescate de unos 500 pasajeros procedentes del incendio del barco SS Antilles propiedad de la CGT.
El 17 de mayo de 1972, durante un viaje desde Nueva York a Southampton, fue objeto de una amenaza de bomba. Esta fue buscada por su tripulación, el Special Boat Service y el Special Air Service lanzaron en paracaídas en el mar para llevar a cabo una búsqueda en la nave. No se encontró ninguna bomba, pero el falsificador fue detenido por el FBI.

### Guerra de las Malvinas

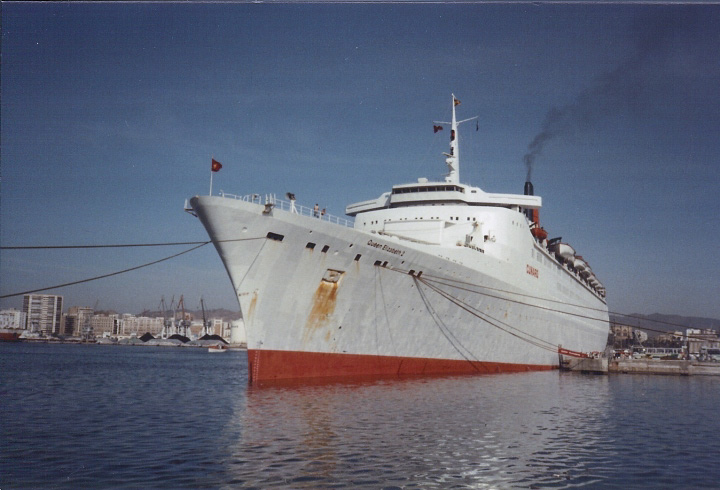
El QE2, pintado de gris claro, arribando al puerto de Málaga (España), en 1982

En mayo de 1982 el buque participó en la Guerra de las Malvinas, transportando 3000 soldados y 650 voluntarios para el Atlántico Sur. Fue reacondicionado en Southampton, se preparó para el servicio de la guerra, incluyendo la instalación de tres helipuertos, la transformación de los salones públicos en los dormitorios, la instalación de las tuberías de combustible que corrían por la nave hasta la sala de máquinas para permitir el reabastecimiento de combustible en el mar, y la cubierta de alfombras con 2000 hojas de madera prensada. Más de 650 miembros de la tripulación de Cunard se ofrecieron como voluntarios para cuidar de los 3000 miembros de la Quinta Brigada de Infantería, que el buque transportaba a Georgia del Sur. Durante las travesías, el barco estaba a oscuras y su radar apagado con el fin de evitar su detección.
El QE2 regresó al Reino Unido en junio de 1982, donde fue recibido en las aguas de Southampton por la Reina Madre Isabel a bordo del yate real Britannia. Peter Jackson, el capitán del Queen Elizabeth 2 respondió a la bienvenida de la Reina: "Le ruego que transmita a Su Majestad la Reina Isabel, la Reina Madre, nuestro agradecimiento por su amable mensaje. El Queen Elizabeth 2 de Cunard se enorgullece de haber estado al servicio de las Fuerzas de Su Majestad." El barco sufrió la conversión de nuevo para el servicio de pasajeros, su chimenea se pintó con los colores tradicionales de Cunard, pero su casco fue pintado de gris claro. Este color resultó impopular entre los pasajeros, así como difícil de mantener por lo que el casco volvió a los colores tradicionales en 1983. Más tarde fue instalado un techo de cristal que cubría su piscina.

### Era del diésel

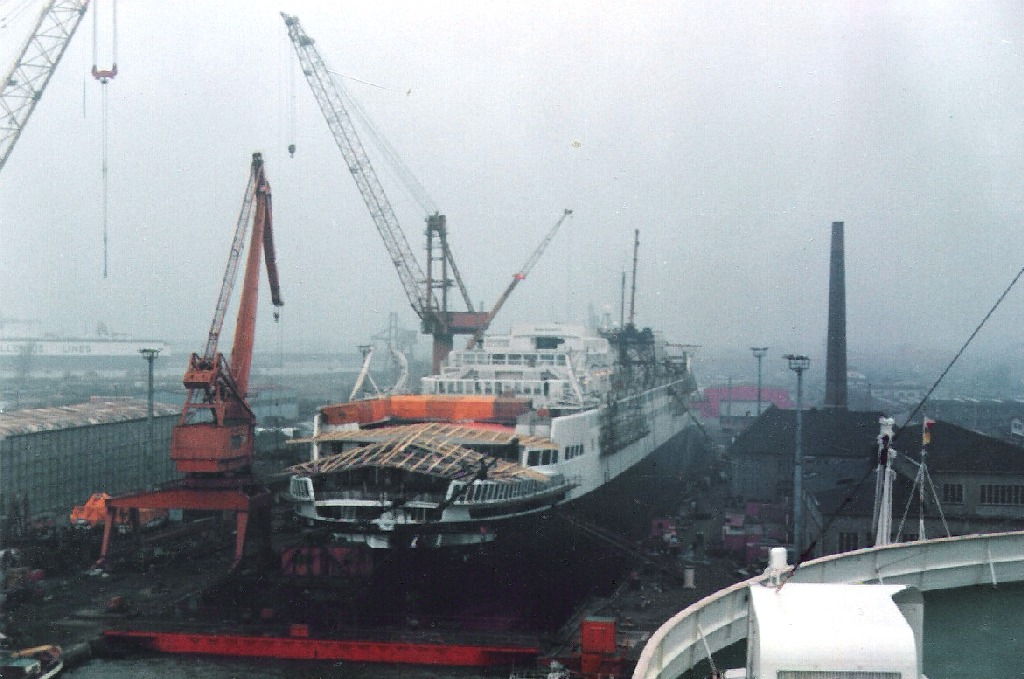
Cambio de maquinarias de vapor a diésel, llevados a cabo en Alemania

En 1986-1987 el QE2 tuvo una de sus remodelaciones más significativas cuando se cambiaron los motores de energía de vapor al diésel. Se instalaron nueve motores diésel eléctricos MAN B&W, hélices nuevas (y nuevo equipo para capturar el calor expulsado por los motores). El alojamiento de los pasajeros también se modernizó.
El 7 de agosto de 1992, el casco sufrió daños considerables cuando encalló al sur de Cuttyhunk Island, cerca de Martha's Vineyard, cuando regresaba de un crucero de cinco días a Halifax, Nueva Escocia a lo largo de la costa este de los Estados Unidos y Canadá. Una combinación de su velocidad, un banco desconocido y el subestimar el aumento de calado del buque creó un efecto "squat" e hizo que el casco del barco raspara las rocas en el fondo del océano. El accidente provocó que los pasajeros desembarcaran antes de lo previsto en la cercana Newport, Rhode Island y el buque estuvo fuera de servicio mientras se reparaba en el dique seco. Varios días después, unos buzos encontraron pintura roja sobre rocas en las inmediaciones donde el buque se decía que había tocado fondo.

### Proyecto de Vida
A mediados de 1990 se decidió que el Queen Elizabeth 2 debería tener un nuevo aspecto y en 1994 el barco recibió una renovación de varios millones de libras en Hamburgo, el proyecto se llamó Proyecto de Vida (Project Lifestyle, en inglés). El QE2 emergió desde que se hizo la remodelación a todas las salas públicas importantes. También apareció por primera vez con el casco pintado de azul real.
En 1995, se encontró con una ola gigante, estimada en 27 m (90 pies), causada por el huracán Luis en el Atlántico Norte. Un año más tarde, durante su XX crucero mundial, completó sus cuatro millones de millas recorridas. El barco había navegado el equivalente a 185 veces alrededor del planeta.
El QE2 celebró el 30 aniversario de su viaje inaugural en Southampton en 1999. En tres décadas había realizado 1159 viajes, navegado 4.648.050 millas náuticas (5.347.018 millas, 8.605.209 kilómetros) y llevó a más de dos millones de pasajeros.

### Últimos años
Tras la adquisición en 1998 de la Cunard Line por Carnival Corporation, en 1999 al QE2 se le dio 30 millones de dólares para su renovación que incluyó la renovación de varias salas públicas, y un nuevo esquema de colores en las cabinas.
El Royal Promenade, que antiguamente albergaba tiendas de lujo como Burberry, H. Stern y Aquascutum, fueron reemplazados por una típica colección de más de boutiques de cruceros como venta de perfumes, relojes y artículos con el logotipo de la compañía. Esto también incluyó en pintar el casco con los colores tradicionales de Cunard de negro mate con una superestructura blanca.

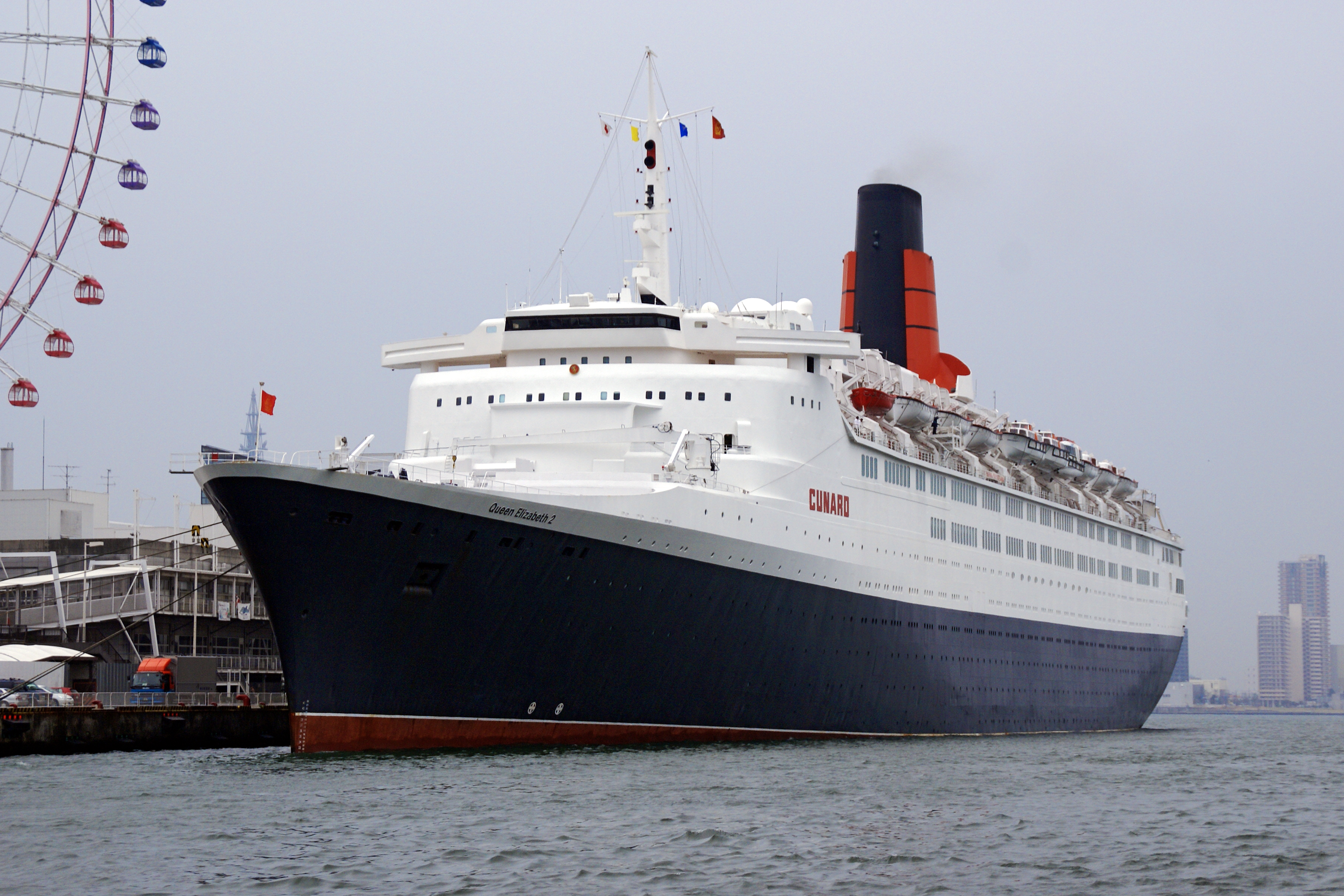
El QE2 fotografiado Osaka (Japón), en 2007

En 2004, fue retirado de la tradicional ruta transatlántica, que le fue asignada al nuevo buque insignia de Cunard, el RMS Queen Mary 2. Sin embargo, el QE2 todavía emprendía un crucero mundial anual y viajes regulares en todo el Mediterráneo. En ese momento, carecía de las comodidades para competir con los nuevos grandes cruceros, pero todavía tenía características únicas tales como su colección de libros de 6000, salones de baile, y un hospital. El QE2 retuvo su título del barco de cruceros más rápido a flote (28,5 nudos), con el ahorro de combustible a esta velocidad a 49,5 pies (15m) por galón. Mientras que la eficiencia de crucero a bajas velocidades se mejoró a 125 pies por galón.
Al final de su crucero mundial de 2005, algunas piezas de arte fueron dañadas por algunos miembros de la tripulación que estaban en estado de ebriedad. Un tapiz único de la reina Isabel II, encargado para la botadura de la nave, fue arrojado por la borda. Además, una pintura en óleo del buque y otros dos tapices fueron dañados, junto con una parte de la zona de entretenimiento y un bote salvavidas. Los miembros de la tripulación involucrados fueron despedidos del servicio, con cargos pendientes.
El 5 de noviembre de 2004, el QE2 se convirtió en el transatlántico con más años en servicio para Cunard, superando los 35 años del Aquitania, mientras que el 4 de septiembre de 2005, durante una escala en el puerto de Sídney, Nueva Escocia, se convirtió en el barco con más años de servicio para la empresa, superando al RMS Scythia.
El 20 de febrero de 2007, el QE2, mientras estaba en su crucero anual por el mundo, se reunió con su compañero de fórmula, sucesor y ahora buque insignia de Cunard, el Queen Mary 2 en el puerto de Sídney (Australia). Esta es la segunda vez que dos Queens habían estado en Sídney, desde que los originales Queen Mary y Queen Elizabeth se desempeñaron como transporte de tropas en 1941.

### Retiro
- Wikinoticias tiene noticias relacionadas con RMS Queen Elizabeth 2.

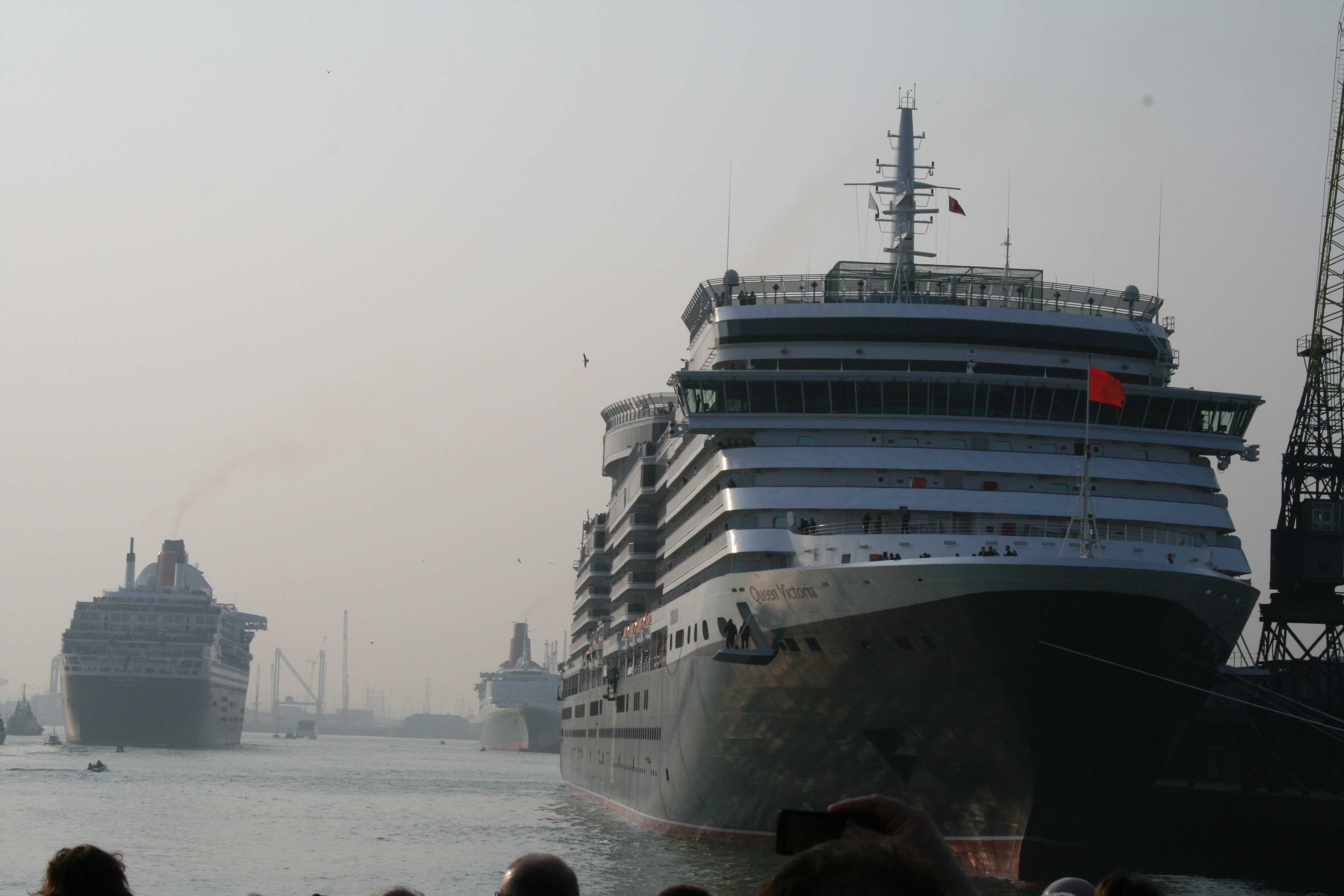
El Queen Mary 2 junto al Queen Elizabeth 2 con el Queen Victoria en el frente

El 18 de junio de 2007 se anunció inesperadamente por parte de Cunard que el Queen Elizabeth 2 había sido comprado por la sociedad de inversión Istithmar de Dubái por USD$100 millones.
En una exhibición ceremonial antes de su retiro, el Queen Elizabeth 2 se reunió con el RMS Queen Mary 2 y el MS Queen Victoria, cerca de la Estatua de la Libertad en el puerto de Nueva York el 13 de enero de 2008, con fuegos artificiales de celebración. El Queen Elizabeth 2 y el Queen Victoria habían hecho un cruce por el Atlántico para la reunión. Esto marcó la primera vez que tres Queens de Cunard habían estado presentes en la misma ubicación. Cunard declaró que esta sería la última vez que los tres barcos se encontrarían, debido a la inminente jubilación del QE2. Sin embargo, debido a un cambio en los horarios de este último, las tres naves se encontraron de nuevo en Southampton el 22 de abril de 2008.

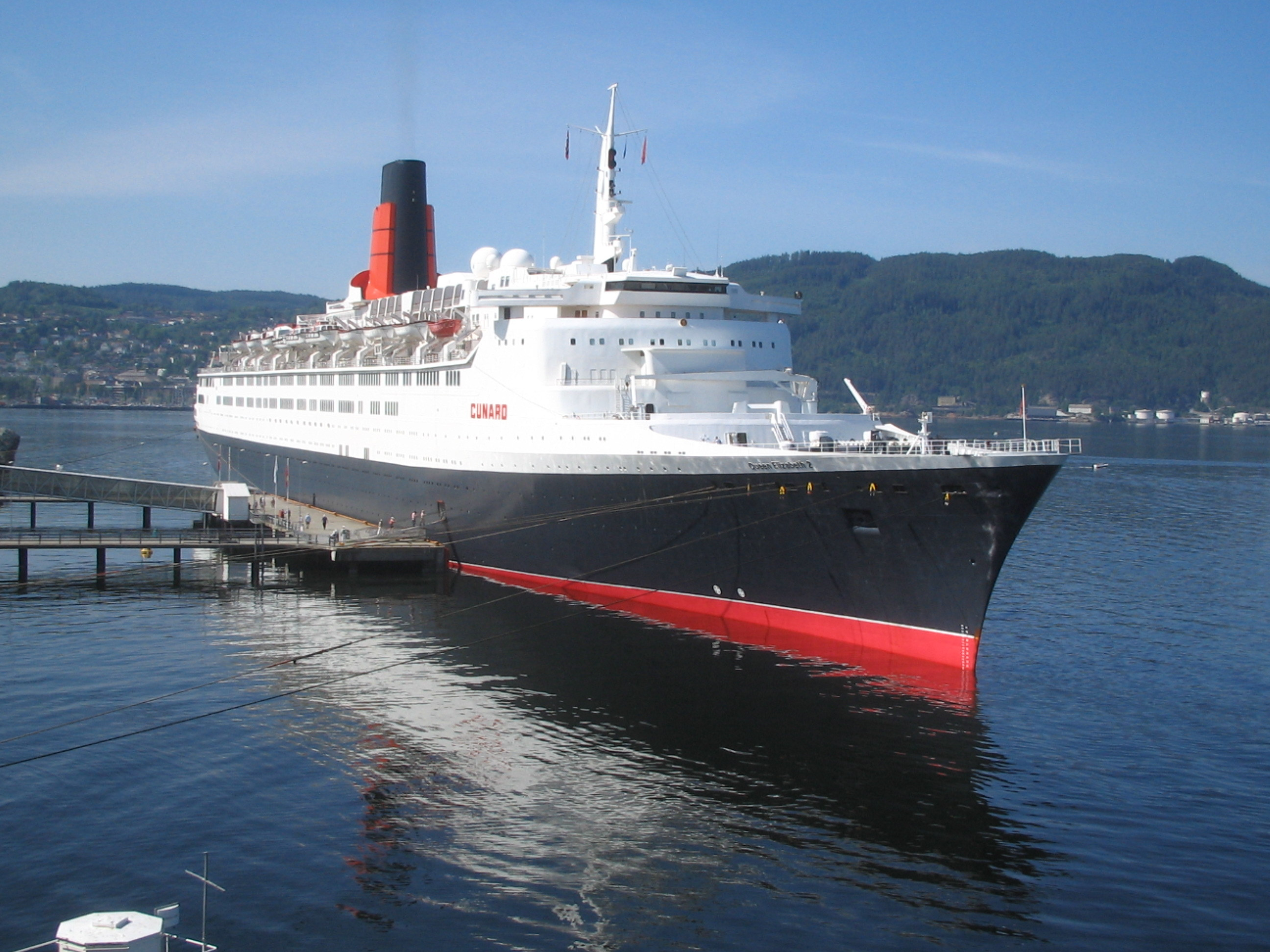
El QE2 en Trondheim (Noruega), 5 de junio de 2008

El 19 de julio de ese mismo año, el QE2 compartió el puerto de Zeebrugge con el Queen Victoria.
El 3 de octubre de 2008, el QE2 partió de Cork a la bahía de Douglas en su gira de despedida de las islas británicas, antes de dirigirse a Liverpool. Dejó Liverpool y llegó a Belfast el 4 de octubre de 2008, antes de trasladarse a Greenock al día siguiente (la altura de la nave hizo que fuese imposible pasar por debajo del puente de Erskine así que Clydebank no era accesible). Allí fue escoltado por el HMS Manchester y visitado por MV Balmoral. La despedida fue vista por las grandes multitudes, y concluyó con un espectáculo de fuegos artificiales. El QE2 luego navegó alrededor de Escocia hasta el Fiordo de Forth, el 7 de octubre de 2008, donde se ancló bajo la sombra del Puente de Forth. Al día siguiente, después de un espectáculo de la Royal Air Force, se fue en medio de una flotilla de pequeñas embarcaciones al Newcastle upon Tyne, antes de regresar a Southampton.
El QE2 completó su última travesía del Atlántico desde Nueva York a Southampton en tándem con su sucesor, el Queen Mary 2. Los dos transatlánticos partieron de Nueva York el 16 de octubre y llegaron a Southampton el 22 de octubre. Esto marcó el final de las travesías del Atlántico del Queen Elizabeth 2.

#### Último viaje para Cunard
A su llegada final en Southampton, el QE2 (el 11 de noviembre de 2008, con 1700 pasajeros y 1000 tripulantes a bordo) encalló en el Solent en las aguas de Southampton a las 5:26 a. m. BBC informó: "Cunard ha confirmado que tocó el fondo del banco de arena, cerca de Calshot, Southampton, con tres remolcadores unidos a su popa (05:30 GMT). Un cuarto remolcador aseguró la proa." Los guardacostas de Solent declararon: "Cinco remolcadores fueron enviados para ayudar al QE2 del banco de arena, y que fue retirado poco antes de las 6:10 a. m. Había vuelto a flotar y estaba en marcha por sus propios medios y regresó a su puesto de atraque en Southampton. Sólo encalló parcialmente, los remolcadores lo sacaron"
Una vez de vuelta, continuaron los preparativos para la celebración de su despedida. Estos fueron dirigidos por el Príncipe Felipe, Duque de Edimburgo, quien recorrió la nave. Visitó las áreas de interés, incluyendo la sala de control. También se reunió con los actuales y antiguos miembros de la tripulación. Durante este tiempo, los buzos fueron enviados a inspeccionar el casco para los posibles daños causados por el accidente anterior, no se encontró ninguno.
El QE2 dejó los muelles de Southampton por última vez a las 19:15 GMT del 11 de noviembre de 2008, para comenzar su viaje de despedida con el nombre de "QE2's Final Voyage". Su propiedad pasó a Nakheel Properties, una compañía de Dubai World, el 26 de noviembre. La jubilación del barco fue particularmente conmovedora para su única residente permanente, Beatriz Muller, de 89 años, que vivió a bordo durante catorce años, a un coste de £3500 (~ €4300, ~ $5400) por mes.
En el momento de su jubilación, el QE2 había navegado casi seis millones de kilómetros, llevó a 2,5 millones de pasajeros y completó 806 viajes transatlánticos.

### Dubái

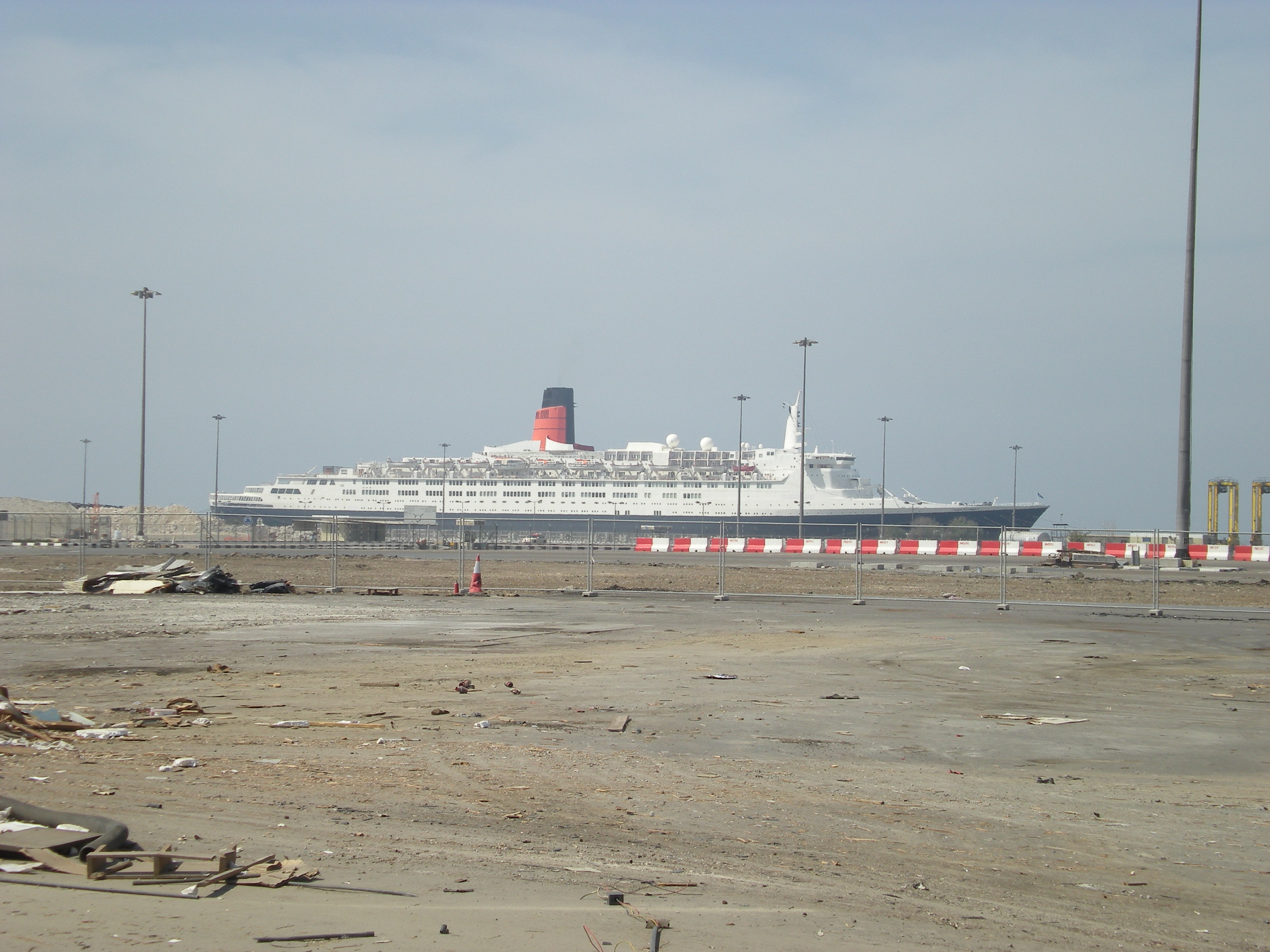
El QE2 en Dubái con el nombre "Cunard" eliminado de su superestructura

Su último viaje de Southampton a Dubái comenzó el 11 de noviembre de 2008, llegando el 26 de noviembre en una flotilla de 120 barcos más pequeños, dirigido por el MY Dubai, el yate personal de Mohammed bin Rashid Al Maktoum, gobernante de Dubái, a tiempo para su entrega oficial al día siguiente.
Fue recibido con una exhibición de un avión Airbus A380 de la Emirates Airline y un gran despliegue de fuegos artificiales, mientras que miles de personas se reunieron en la Mina Rashid, agitando las banderas de Gran Bretaña y los Emiratos Árabes Unidos.
Desde su llegada a Dubái, el QE2 ha permanecido amarrado en Puerto Rashid. Poco después de que sus pasajeros desembarcaron fue movido a la zona de carga del puerto, para dejar libre la terminal de pasajeros a otros cruceros.
Se esperaba que fuera restaurado y atracado permanentemente en el Palm Jumeirah como un "hotel flotante de lujo, museo y un destino de entretenimiento." La remodelación prevista para ver el QE2 transformado en un destino turístico en Dubái, sin embargo, debido a la crisis económica mundial el QE2 ha permanecido amarrado en el Puerto Rashid a la espera de una decisión sobre su futuro.
En la actualidad, el QE2 sigue siendo un buque, y como tal, Ronald Warwick (excapitán del Queen Elizabeth 2, del Queen Mary 2 y ex comodoro de la Cunard Line) ha sido empleado por V-Ships como maestro jurídico del buque.
Se planeó que el Queen Elizabeth 2 se trasladara a los diques secos de Dubái en 2009 para comenzar una serie de remodelaciones que diesen lugar a su conversión en un hotel flotante, sin embargo, a partir de 2010 su destino no fue confirmado y su reapertura fue anunciada.
Debido a la crisis financiera de 2008, los temores han provocado que la renovación y la conversión del QE2 en un hotel no se lleven a cabo, y que el buque pudiera ser revendido. Esos rumores fueron desmentidos por parte de sus propietarios, Nakheel, con la emisión de comunicados de prensa indicando que los planes para la conversión del QE2 están en curso, sin la intención de venderlo. Sin embargo, desde que llegó a Dubái el único cambio visible en el exterior del Queen Elizabeth 2 es la desinstalación del nombre de Cunard de su superestructura.

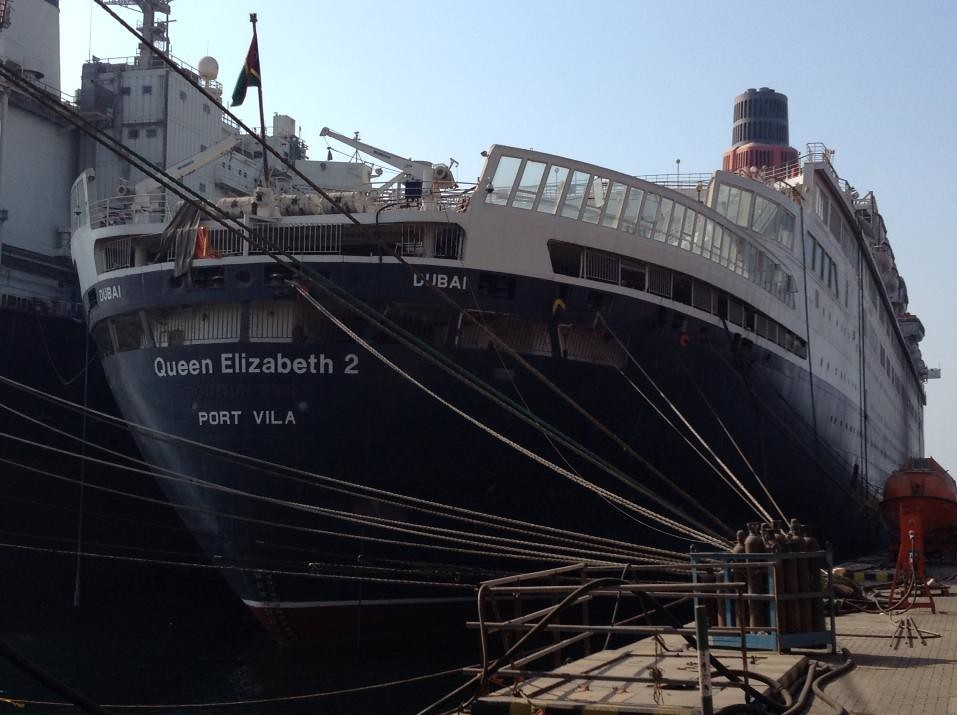
El QE2 amarrado en los diques secos de Dubái, a la espera del comienzo de los trabajos de remodelación

El QE2 fue acompañado por el Queen Mary 2, el 21 de marzo de 2009, durante la visita de este último a Dubái como parte de su Crucero Mundial de 2009. También se unió al Queen Victoria el domingo 29 de marzo de 2009 como parte de su crucero Mundial de 2009.
En abril de 2009, un modelo conceptual del QE2 después de su supuesta remodelación como hotel, se mostró para su venta en un sitio web de subastas en línea. El modelo representaba un muy alterado QE2.
En junio de 2009, el Southampton Daily Echo informó que el QE2 volvería al Reino Unido como un crucero. Sin embargo, el 20 de julio de 2009, los actuales propietarios, Nakheel, confirmaron los rumores de que el QE2 sería colocado en Ciudad del Cabo para su uso como hotel flotante.
El 24 de junio de 2009, el QE2 hizo su primer viaje después de casi ocho meses de inactividad desde que arribó a Dubái, maniobraba por sus propios medios en los diques de Dubái para la inspección y re-pintada del casco antes de su (entonces previsto) viaje a Victoria & Alfred Waterfront en Ciudad del Cabo para servir como un hotel flotante durante la Copa Mundial de la FIFA Sudáfrica 2010.

#### Proyecto como hotel en Ciudad del Cabo
El 10 de julio de 2009, se reveló que el QE2 podría navegar a Ciudad del Cabo, Sudáfrica para convertirse en un hotel flotante (para uso principalmente durante la Copa Mundial de fútbol de 2010), patrocinado en el Victoria & Alfred Waterfront. Esto fue confirmado por Nakheel el 20 de julio de 2009.
En la preparación para este viaje, la nave se colocó en un dique seco en Dubái y se sometió a una extensa remodelación exterior. Durante este reacondicionamiento, el buque fue pintado e inspeccionado.
Poco después fue registrado bajo la bandera de Vanuatu, y Port Vila (su nuevo puerto de registro) fue pintado en su popa, remplazando Southampton.
El QE2 regresó a Puerto Rashid, donde se preveía que pronto saldría rumbo a Ciudad del Cabo. La llegada a Ciudad del Cabo fue esperada por muchos trabajadores, incluyendo personal de hoteles, personal de restaurantes, cocineros, personal de limpieza y auxiliares de taller. Pero, en enero de 2010, se confirmó que no se le llevaría a Ciudad del Cabo.

#### Especulación de venta y reubicación

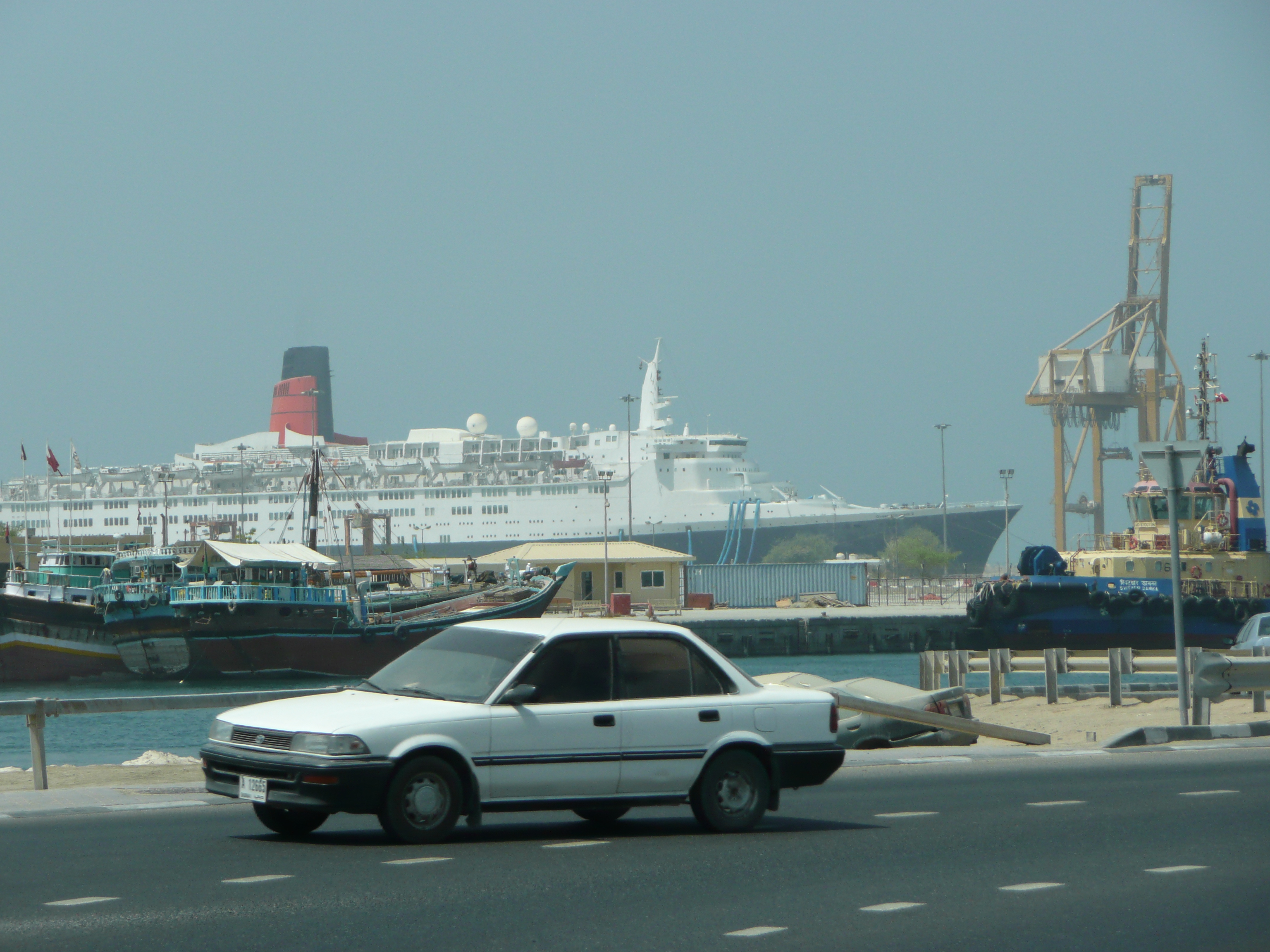
El QE2 en Puerto Rashid

A principios de 2010, debido a la continuación de los malos resultados financieros de Nakheel, ha habido especulaciones de la prensa tanto que el QE2, junto con otros activos de Istithmar (brazo de capital privado de Nakhel), se venderán con el fin de reunir capital. A pesar de esta especulación, una serie de ubicaciones alternativas para el QE2 se han citado como Londres, Singapur, Clydebank, Japón, Fremantle, el último interés que muestran en el uso del QE2 como un hotel en el Campeonato Mundial de Vela que se celebrará en diciembre de 2011. Sin embargo, hasta junio de 2010, la declaración oficial de Nakheel en relación con el QE2 es que "una serie de opciones serán consideradas".

#### Situación actual & Hotel Queen Elizabeth 2

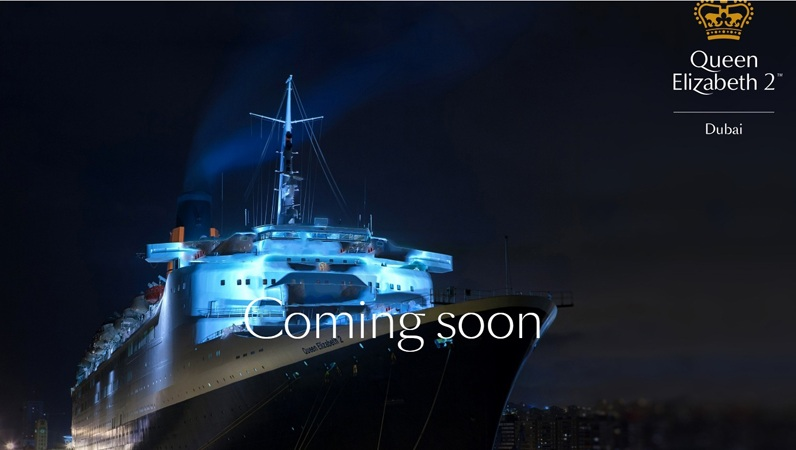
Publicidad del nuevo Hotel Queen Elizabeth 2

El Queen Elizabeth 2 se encontraba atracado en Puerto Rashid, en Dubái. Por un largo periodo de tiempo estuvo a la espera de un destino cierto en Dubai World Drydocks, mientras su condición estaba en deterioro, falta de pintura, las habitaciones y demás salones principales sin utilizar, posterior a eso fue movido nuevamente con ayuda de los remolcadores hasta la antigua Terminal de Cruceros de Dubái.
El 31 de diciembre de 2011, se realizó en el barco una lujosa fiesta de víspera de año nuevo. El evento fue dirigido por Global Event Management e incluyó más de 1000 personas.
A principios de 2011, Global Event Management estuvo ofreciendo eventos a bordo para 2012 y 2013.
El 2 de julio de 2012 en un comunicado de prensa coordinado, los propietarios y operadores del barco y el operador del Puerto Rashid, DP World, anunciaron conjuntamente que el Queen Elizabeth 2 se convertirá en un hotel después de un reacondicionamiento de 18 meses. El comunicado afirma que el barco será reacondicionado para restaurar características originales. 
El buque fue atracado junto a una terminal de cruceros remodelada en Puerto Rashid. Durante su periodo en lo que ahora es su nuevo lugar de permanencia, se realizaron muchos cambios en la estructura, como remover gran mayoría de los inmuebles de la nave, la cubierta de botes quedó despejada al removerse cada uno de los mismos y colocarlos en el camino que conduce al hotel, convertir a la antigua Piscina en una amplia cubierta y muchas adecuaciones dentro de los salones, desde ya se anticipaba que el Proyecto de Hotel flotante sería una realidad, hasta que a principios de 2018, tuvo un cambio radical el QE2, siendo retiradas sus hélices, recibiendo una nueva capa de pintura y bloqueando también el acceso de los motores delanteros que le permitían girar a la nave, además en la estructura se escribió las palabras "Queen Elizabeth 2" , además en la parte de la popa se pintaron las palabras DUBAI y PORT RASHID, el buque es alimentado desde tierra por energía eléctrica y agua potable, su pre inauguración o "Soft Opening" se efectuó en mayo de 2018, ante la mirada de los medios de comunicación del mundo se desvelaba a la "Reina del Medio Oriente" con sus renovados salones, habitaciones y la conversión de una parte del cuarto de máquinas en una discoteca llamada The Hatch, una exposición de su antiguo casino, la ex biblioteca convertida en un salón de reuniones privado, mientras en la terminal se exhiben artículos del transatlántico, desde el famoso busto de Isabel II, los libros de la biblioteca, cuadros y demás datos históricos del buque. Además, el Queen Mary 2, su excompañero de flota, dejó la Copa Boston en el lobby del museo.

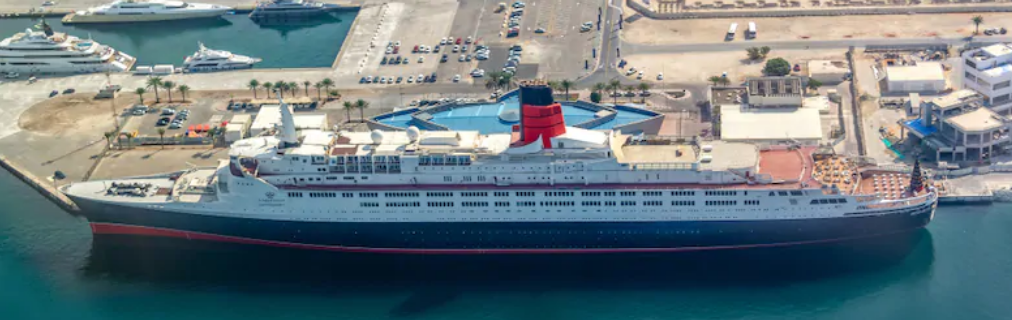
Vista aérea del buque

El QE2 se mantiene en buenas condiciones de navegabilidad, sin embargo existe el sentimiento de nostalgia de muchos seguidores, puesto que se han realizado muchos cambios a bordo, como las alfombras, los salones Queens Room, los restaurantes como el Princess Grill y Caronia, que ahora en 2019 se cambió de Caronia a Khiklab Meeting Room, desmontando las icónicas letras de su parte superior, el Lido también ha tenido muchos cambios y el antiguo Health Spa debajo de la línea de flotación, ahora es el QE2 Spa, con una piscina en su interior y equipos de gimnasia.
Hay partes del buque a las cuales aun no se pueden acceder, como el Puente de Mando, el bar de la chimenea, el Queens Grill, la parte frontal de la nave, el Princess Grill, algunas habitaciones de las cubiertas inferiores y suites, como el Officer Room entre otros.
Se trata de convertir al nuevo Hotel Queen Elizabeth 2 en un destino turístico en Dubái, con diversas promociones, ofertas  y ofreciendo tours gratuitos a los visitantes por diferentes sitios de la nave. En la época navideña, se coloca un gigantesco árbol de Navidad en la popa, donde se reúnen familias para observar los shows de Navidad y fin de año.